# Arent Passer
Arent Passer  (n. el 1560 en La Haya - f. 1637 en Tallin), fue un escultor y cantero de Estonia de origen holandés.

## Galería de imágenes

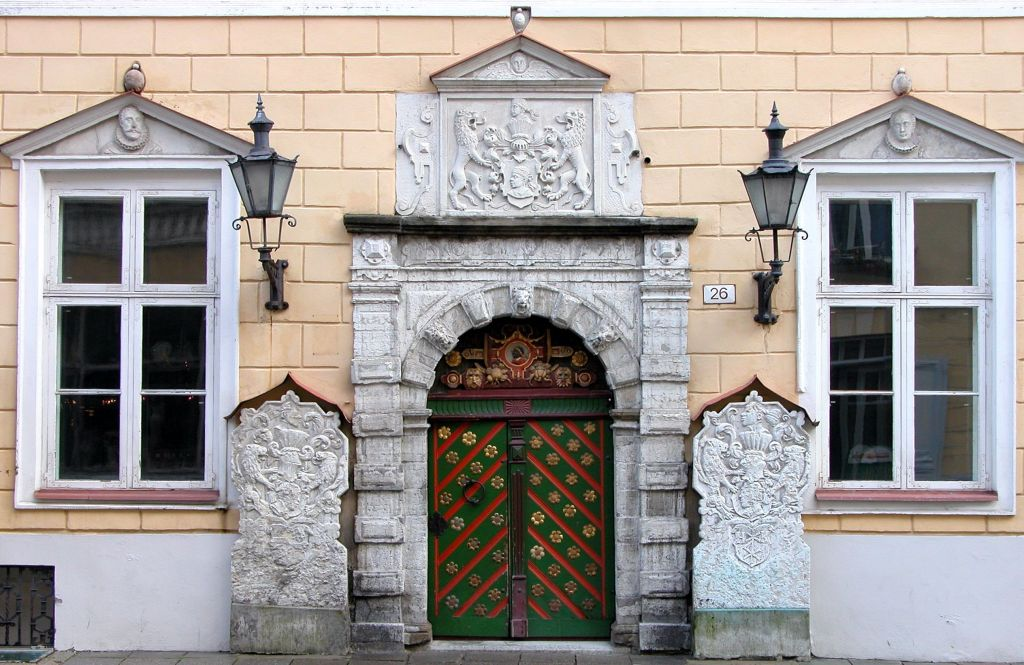
Portal de la Casa de las Cabezas Negras, en Tallin.
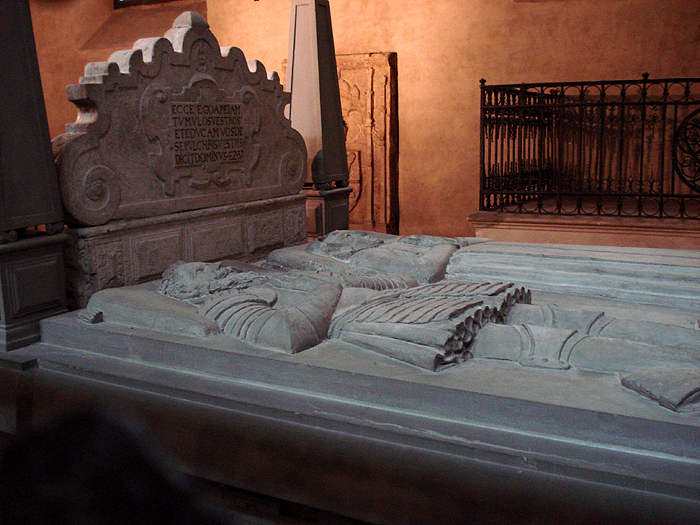
Se encuentra enterrado en la iglesia de San Olaf de Tallin.